# Konklave 1484
Das Konklave von 1484 trat nach dem Tod von Sixtus IV. zusammen. Es dauerte vom 26. bis zum 29. August 1484 und wählte Innozenz VIII.

## Die Wahl
Der unmittelbare Kontext der Wahl war die fast beispiellose Besetzung des Kardinalskollegiums durch Sixtus IV., nicht nur in Bezug auf die Gesamtgröße, sondern auch in Bezug auf Kardinalnepoten und Kronenkardinäle. Als Folge unterstützten fast alle nicht venezianischen Kardinäle die Fortsetzung der Isolationspolitik von Sixtus IV. gegenüber der Republik Venedig, insbesondere den Frieden von Bagnolo vom 7. August 1484. Die beiden Kardinalsfraktionen unterschieden sich jedoch darin, ob die Kirche die Fortsetzung der italienischen Liga priorisieren sollte oder ob sie die päpstliche Macht (vor allem gegenüber Neapel) über die Erhaltung des Friedens priorisieren sollte. Rodrigo de Borja führte die erste Fraktion und Giuliano della Rovere die zweite; diese Fraktionen wurden grob mit den Familien Orsini und Colonna in Verbindung gebracht.
Das Konklave wurde vom größten nicht-schismatischen Kollegium seit dem 11. Jahrhundert durchgeführt. Aufgrund des heftigen Streits zwischen den Colonna und den Orsini war die Stadt Rom während der Sedisvakanz von weit mehr Unruhen geprägt, als historisch zu erwarten war. Während Graf Girolamo Riario della Rovere eine Colonna-Festung belagerte, wurde sein Palast geplündert und seine Frau floh nach Castel Sant’Angelo. Nach seiner Rückkehr in die Stadt schloss sich Graf Riario seiner Frau an und hielt das Schloss, bis er überredet wurde, sich gegen eine Zahlung von 4000 Dukaten aus der Stadt zurückzuziehen. Um die Wahl von Kardinal Marco Barbo zu verhindern, besuchten am Abend vor der Wahl, nachdem die Kardinäle sich für die Nacht zurückgezogen hatten, della Rovere und Borgia eine Reihe von Kardinälen und sicherten sich ihre Stimmen mit dem Versprechen von verschiedenen Pfründen.

## Wahlberechtigte
Bei Sixtus’ Tod bestand das Kardinalskollegium aus 32 Kardinälen, 25 davon nahmen am Konklave teil:
| Kardinal                         | Herkunft   | Rang             | Titel                                                                          | Erhoben am | durch | Anmerkungen                                              |
| -------------------------------- | ---------- | ---------------- | ------------------------------------------------------------------------------ | ---------- | ----- | -------------------------------------------------------- |
| Rodrigo de Borja                 | Spanien    | Kardinalbischof  | Bischof von Porto-Santa Rufina, Administrator von Valencia                     |            |       | Kardinaldekan; später Papst Alexander VI.; Kardinalnepot |
| Giuliano della Rovere            | Ligurien   | Kardinalbischof  | Bischof von Ostia und Velletri, Bischof von Bologna, Administrator von Avignon |            |       | später Papst Julius II.; Kardinalnepot                   |
| Oliviero Carafa                  |            | Kardinalbischof  | Bischof von Albano                                                             |            |       |                                                          |
| Marco Barbo                      | Venedig    | Kardinalbischof  | Bischof von Palestrina, Patriarch von Aquileia                                 |            |       | Kardinalnepot                                            |
| Giovanni Battista Zeno           | Venedig    | Kardinalbischof  | Bischof von Frascati                                                           |            |       | Kardinalnepot                                            |
| Giovanni Michiel                 | Venedig    | Kardinalpriester | San Marcello                                                                   |            |       | Kardinalnepot                                            |
| Stefano Nardini                  |            | Kardinalpriester | Santa Maria in Trastevere, Erzbischof von Mailand                              |            |       |                                                          |
| Giovanni Battista Cibo           | Ligurien   | Kardinalpriester | Santa Cecilia in Trastevere, Bischof von Molfetta                              |            |       | später Papst Innozenz VIII.                              |
| Giovanni Arcimboldi              |            | Kardinalpriester | Santa Prassede, Bischof von Novara                                             |            |       |                                                          |
| Philibert Hugonet                | Frankreich | Kardinalpriester | Santi Giovanni e Paolo, Bischof von Mâcon                                      |            |       |                                                          |
| Jorge da Costa, O.Cist.          | Portugal   | Kardinalpriester | Santi Marcellino e Pietro, Erzbischof von Lissabon                             |            |       |                                                          |
| Girolamo Basso della Rovere      | Ligurien   | Kardinalpriester | San Crisogono, Bischof von Recanati                                            |            |       | Kardinalnepot                                            |
| Pietro Foscari                   |            | Kardinalpriester | San Niccola fra le Immagini                                                    |            |       |                                                          |
| Giovanni d’Aragona               | Neapel     | Kardinalpriester | Santa Sabina                                                                   |            |       |                                                          |
| Raffaele Riario                  | Ligurien   | Kardinalpriester | San Lorenzo in Damaso                                                          |            |       | Kardinalnepot                                            |
| Domenico della Rovere            |            | Kardinalpriester | San Clemente, Erzbischof von Turin                                             |            |       | Kardinalnepot                                            |
| Giovanni Conti                   |            | Kardinalpriester | Santi Nereo ed Achilleo, Erzbischof von Conza                                  |            |       |                                                          |
| Juan Margarit y Pau              | Spanien    | Kardinalpriester | San Vitale, Bischof von Girona                                                 |            |       |                                                          |
| Giovanni Giacomo Sclafenati      |            | Kardinalpriester | Santo Stefano al Monte Celio, Bischof von Parma                                |            |       |                                                          |
| Francesco Todeschini-Piccolomini |            | Kardinaldiakon   | Sant’Eustachio, Bischof von Siena                                              |            |       | später Papst Pius III.                                   |
| Gabriele Rangone, O.Min.Obs.     |            | Kardinaldiakon   | Santi Sergio e Bacco al Foro Romano, Bischof von Agrigent                      |            |       |                                                          |
| Giovanni Battista Savelli        |            | Kardinaldiakon   | San Nicola in Carcere                                                          |            |       |                                                          |
| Giovanni Colonna                 |            | Kardinaldiakon   | Santa Maria in Aquiro                                                          |            |       |                                                          |
| Giambattista Orsini              |            | Kardinaldiakon   | Santa Maria Nuova                                                              |            |       |                                                          |
| Ascanio Sforza                   |            | Kardinaldiakon   | Santi Vito, Modesto e Crescenzia                                               |            |       |                                                          |

Nicht am Konklave teilnahmen die Kardinäle:
| Kardinal                  | Herkunft   | Rang             | Titel                                                                             | Erhoben am         | durch    | Anmerkungen |
| ------------------------- | ---------- | ---------------- | --------------------------------------------------------------------------------- | ------------------ | -------- | ----------- |
| Luis Juan del Milà        | Spanien    | Kardinalpriester | Santi Quattro Coronati, Bischof von Lérida                                        |                    |          |             |
| Thomas Bourchier          | England    | Kardinalpriester | San Ciriaco alle Terme Diocleziane, Erzbischof von Canterbury                     | 18. September 1467 | Paul II. |             |
| Jean de La Balue          | Frankreich | Kardinalbischof  | Santa Susanna, Bischof von Albano, Bischof von Angers                             | 18. September 1467 | Paul II. |             |
| Pedro González de Mendoza | Spanien    | Kardinalpriester | Santa Croce in Gerusalemme, Erzbischof von Sevilla und Administrator von Sigùenza |                    |          |             |
| Charles de Bourbon        | Frankreich | Kardinalpriester | Santi Silvestro e Martino ai Monti, Erzbischof von Lyon                           |                    |          |             |
| Pierre de Foix            | Frankreich | Kardinaldiakon   | Santi Cosma e Damiano, Bischof von Vannes                                         |                    |          |             |
| Paolo di Campofregoso     | Genua      | Kardinalpriester | Sant’Anastasia al Palatino, Erzbischof von Genua                                  |                    |          |             |